# Pömmelte
Pömmelte is een plaats en voormalige gemeente in de Duitse deelstaat Saksen-Anhalt, en maakt deel uit van de Landkreis Salzlandkreis.
Pömmelte telt 660 inwoners.

## Archeologische opgravingen
In juli 2008 werden bij Pömmelte-Zackermünde belangwekkende 4000 jaar oude houten restanten van een grote neolithische kringgreppel blootgelegd. Het "Ringheiligtum" bevat monumenten die aan het Britse Stonehenge doen denken. Vermoed wordt dat de constructies gebruikt werden voor offer- en dodenrituelen.